# Jan Versteegh
Jan Versteegh (ur. 31 grudnia 1985 w Rotterdamie) – holenderski prezenter telewizyjny i piosenkarz.

## Życiorys

### Edukacja
Jan Versteegh studiował zarządzanie oraz produkcję wizualną, jednak nie ukończył żadnego z kierunków. Ukończył studia na Akademii Wychowania Fizycznego i został nauczycielem. W 2012 roku zrezygnował z nauczania, by skupić się na karierze telewizyjnej.

### Kariera
W 2012 roku został reporterem programu PowNews emitowanego na kanale Nederland 3. W 2013 roku brał udział w programie Expeditie Robinson, będącym niderlandzką wersją formatu Survivor (w Polsce znanym jako Wyprawa Robinson), i zajął w nim ósme miejsce.
W 2014 roku zakończył pracę w programie PowNews i trafił do telewizji BNN, gdzie prowadzi kilka programów telewizyjnych, w tym m.in. Spuiten en Slikken (poruszający temat seksualności i narkotyków), The Freestyle Games i Jan Is De Beste. W tym samym roku uzyskał nominację do Televizier Talent Award, a w 2015 roku wygrał nagrodę.
Od 2016 roku prowadzi dwa programy w duecie z prezenterką Geraldine Kemper: rozrywkowy Jan vs Geraldine (w którym rywalizują ze sobą, wykonując różne zadania) oraz naukowy Proefkonijnen (w którym odpowiadają na pytania telewidzów). 
Wiosną 2016 roku Versteegh wygrał pierwszą edycję programu muzycznego It Takes 2, w którym jego mentorką była Trijntje Oosterhuis. Po wygranej w konkursie prezenter wydał swoją debiutancką płytę studyjną zatytułowaną It Takes Swing, która ukazała się w maju tegoż roku. Singlem promującym album był utwór „7 Years”. W czerwcu pojawił się na okładce gejowskiego magazynu „L’Homo” w nagiej sesji z innym prezenterem, Timem Hofmanem.
W 2018 roku wziął udział w 18. edycji programu Wie is de Mol?, w którym pełnił tytułową rolę antybohatera.

### Życie prywatne
W czerwcu 2017 roku ogłosił, że wraz z partnerką spodziewają się dziecka.

## Telewizja

### Programy telewizyjne

#### Jako prezenter
- 2012–2014: Verslaggever van PowNews (PowNed)
- od 2014: Spuiten en Slikken (BNN)
- od 2014: Spuiten en Slikken op Reis (BNN)
- 2015: 3 op Reis Backpack (BNN)
- od 2015: The Freestyle Games (BNN)
- od 2015: Jan Is De Beste (BNN)
- od 2016: Jan versus Geraldine (BNN)
- od 2016: Proefkonijnen (BNN)

#### Jako uczestnik
- 2013: Expeditie Robinson – 8. miejsce
- 2014: De Slimste Mens – 4. miejsce
- 2014, 2016: Ranking the Stars
- 2016: It Takes 2 – wygrana
- 2016: Weet Ik Veel – 3. miejsce
- 2018: Wie is de Mol? - De Mol

## Dyskografia

### Albumy studyjne
- It Takes Swing (2016)